# Seabourn Legend
De Seabourn Legend is een cruiseschip dat eigendom was van Seabourn Cruise Line Ltd. en vanaf april 2015 van Windstar.
De Seabourn Legend had destijds drie identieke zuster-schepen: de Seabourn Spirit en de Seabourn Pride van Seabourn Cruises en de Prinsendam, voorheen: Seabourn Sun, van de Holland-Amerika Lijn.

## Historie
Het schip werd in 1990 door de Schichau-Seebeckwerf in Duitsland gebouwd, in Bremerhaven. Het schip werd besteld door Klotster Cruises, een Noors bedrijf. Na de oplevering werd het onder de naam Royal Viking Queen geëxploiteerd door de Royal Viking Line, een dochtermaatschappij van Kloster Cruises.
In 1995 besloot Kloster Cruises om Royal Viking Line op te heffen. De activiteiten werden overgedragen aan een andere dochtermaatschappij: Royal Viking Cruises. Het schip kreeg bij deze transfer een nieuwe naam: Queen Odessy. In 1996 ging Kloster Cruises failliet. De Carnival Corporation besloot Kloster en de dochtermaatschappijen op te kopen. Royal Viking Cruises werd overgeheveld naar Cunard Line. Cunard besloot alle schepen van Royal Viking Cruises in een nieuwe maatschappij Seabourn te laten varen. Het schip kreeg weer een nieuwe naam: Seabourn Legend.
In april 2015 werd het schip overgenomen door Windstar waarna het voor 8,5 miljoen dollar verbouwd werd. De renovatie,  welke plaats vond in de Italiaanse stad Genua, duurde drie weken. 
Dit wordt voor Windstar het tweede schip na Star Breeze.

## Trivia
- Het schip was te zien in de film Speed 2: Cruise Control waarin het werd gekaapt en door een hacker onbestuurbaar gemaakt werd. In de film waren de sporen van zijn Noorse eigenaar nog goed te zien, terwijl het schip al één jaar Amerikaans was. Zo hadden de branddeuren nog het opschrift "Branndør" in plaats van "Fire Door", en waren nog vele bordjes Noors.